# Молодов, Анатолий Васильевич
Анатолий Васильевич Молодов (23 октября 1929, с. Любовниково, Касимовский район, Рязанский округ, СССР — 26 ноября 2017, Алма-Ата) — советский, российский и казахстанский хоровой дирижёр, педагог. Народный артист СССР (1988).

## Биография
Анатолий Молодов родился 23 октября 1929 года в селе Любовниково Касимовского района (ныне в Рязанской области, Россия).
В 1954 году окончил с отличием дирижёрско-хоровой факультет Саратовской консерватории им. Л. Собинова (ученик С. А. Заливухина и Л. С. Заливухиной), в 1957 — аспирантуру при Московской консерватории у А. В. Свешникова и К. Б. Птицы.
С 1949 года — руководитель хора швейной фабрики и строительного техникума Саратова. С 1950 года — художественный руководитель хора военно-медицинского института Саратова. С 1955 года — хормейстер Государственного академического русского хора СССР, хора мальчиков Московского хорового училища под управлением А. В. Свешникова (ныне Академия хорового искусства имени В. С. Попова). Одновременно преподавал в Московском хоровом училище.
С 1958 года в Алма-Ате. С этого же года — главный хормейстер Государственного академического театра оперы и балета им. Абая.
С 1959 по 1991 год — художественный руководитель, главный дирижёр Государственной хоровой капеллы Казахской ССР.
С 1959 года — преподаватель Казахской государственной консерватории им. Курмангазы. С 1978 по 1986 и с 1994 по 1998 годы — заведующий кафедрой хорового дирижирования консерватории, профессор (с 1980).
Создал несколько хоровых коллективов, неоднократно с успехом выступавших на концертах и фестивалях как в Казахстане, так и в других странах.
В 2002 году возглавил мужской камерный хор — «а капелла», который с успехом выступал в концертных залах филармонии, оперного театра, Казахконцерта и консерватории. В 2006 году хор выступил на фестивале хоровой и симфонической музыки в Италии, в том числе в Риме.
С 1960 года — главный дирижёр праздников песни в Алма-Ате. В течение многих лет был участником, председателем и членом жюри фестивалей и конкурсов хоров.
Владел русским, немецким и итальянским (базовым) языками.
Был членом Народно-демократической партии «Нур Отан».
Скончался 26 ноября 2017 года в Алма-Ате. Похоронен на Центральном кладбище.

### Семья
- Супруга — Гульжазира Молодова (Ахметова), профессор консерватории, первая женщина-дирижёр в Казахстане. Заслуженная артистка Республики Казахстан.
- Дочь — Молодова Фирюза, внучка — Асель, правнук — Алишер.

## Награды и звания
- Заслуженный артист Казахской ССР[3]
- Народный артист Казахской ССР (1970)
- Народный артист СССР (1988)
- Премия Ленинского комсомола Казахстана (1966)
- Орден «Знак Почёта» (1976)
- Орден Трудового Красного Знамени (1988)
- Почётные грамоты Верховного Совета Казахской ССР (1979), союзных республик, ЦК ЛКСМ Казахстана, Президента Республики Казахстан (2004)
- Нагрудный знак «Отличник образования Республики Казахстан»
- Нагрудный знак «Отличник шефства над пограничными войсками СССР»
- Значок «За отличную работу» Министерства культуры СССР
- Зачислен на Доску почёта ЦК ЛКСМ Казахстана.
- Орден священноисповедника Николая, митрополита Алма-Атинского (Православная Церковь Казахстана)[4].

## Творчество
В репертуаре Государственной хоровой капеллы Казахской ССР многочисленные кантаты и оратории композиторов Казахстана: Мукана Тулебаева, Газизы Жубановой, Еркегали Рахмадиева, Сыдыка Мухамеджанова, Базарбая Джуманиязова, Мансура Сагатова, Куддуса Кужамьярова, Жоламана Турсынбаева, Мынжасара Мангитаева, Тлеса Кажгалиева и др. Классическая музыка представлена такими произведениями как: реквиемы В. А. Моцарта, Дж. Верди, Г. Форе; «9-я симфония» Л. Бетховена; «Мизерере» Н. Иомелли; «Весна», «Литургия», «Всенощное бдение» С. В. Рахманинова; «Здравица» С. С. Прокофьева; «Пушкинский венок», «Патетическая оратория» Г. В. Свиридова и многие другие.
Сделал обработки казахских и русских народных песен, произведений национальных композиторов для смешанного хора и детских хоровых коллективов. Автор хоровых сочинений.

## Автор
- Репертуарные сборники «Хорға арналған шығармалар» (Казахские народные песни и кюи в обработке для хора а капелла), «Хорға арналған шығармалар» (Оригинальные произведения для хора без сопровождения композиторов Казахстана) и «Родина радости» (отрывки из ораторий и кантат композиторов Казахстана), «Хрестоматия по дирижированию» (Хоры без сопровождения композиторов Казахстана) (составители доценты С. Кожамкулова, Г. Куттыбадамова и проф. А. В. Молодов)
- Типовые программы «Хоровой класс», «Практика работы с хором» на казахском и русском языках.
- Авторский сборник из хоровых произведений, куда вошли оригинальные произведения, обработки казахских народных песен и кюев, а также обработки для смешанного хора а капелла песен композиторов Казахстана (2000).